# Иодоформ

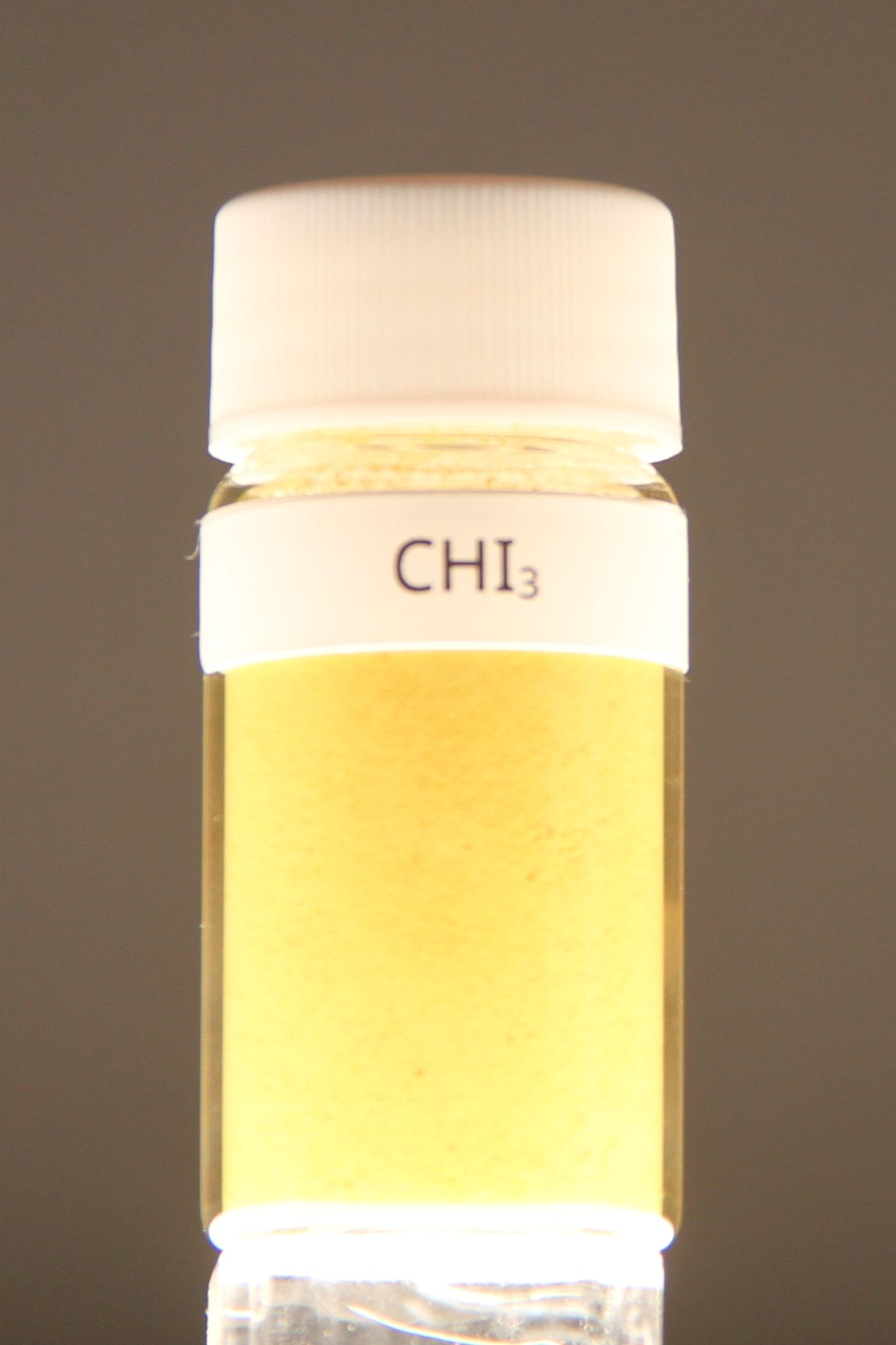
Иодоформ в виале

Иодоформ (трииодметан) — органическое соединение иода с химической формулой СНІ3, имеет вид жёлтых кристаллов с сильным характерным "химическим" запахом.

## Описание
Иодоформ представляет собой жёлтые кристаллы, практически нерастворимые в воде. Трудно растворимы в спирте, хорошо растворяются в эфире, хлороформе.

## Получение
Иодоформ получают из этанола, изопропанола или ацетона, действием иода и щелочей, аммиака или карбонатов щелочных металлов:
{\displaystyle {\mathsf {6NaHCO_{3}+4I_{2}+C_{2}H_{5}OH\rightarrow CHI_{3}\downarrow +HCOONa+5NaI+5H_{2}O+6CO_{2}\uparrow }}}
Реакция протекает по следующей схеме:

Иодоформ также можно получить электролизом иодида калия или натрия в спиртовом растворе. При электролизе образуются иод и щёлочь, необходимые для процесса. Образующийся при реакции иодид калия (натрия) снова подвергается электролизу, и таким образом весь иод соли идёт на образование иодоформа.
Также иодоформ можно получить йодоформной пробой.

## Биологические свойства
Умеренно токсичен. Обладает антисептическими свойствами. 

## Применение
- В медицине и ветеринарии иодоформ применяют как антисептик. В частности, используется для полоскания горла.
- В стоматологии в ряде случаев йодоформ применяют для тампонады лунки после удаления зуба.